# Megalolaelapidae
Megalolaelaps es un género de ácaros perteneciente a su propia familia  Megalolaelapidae.  Tiene dos especies reconocidas:
- Megalolaelaps haeros (Berlese, 1888)
- Megalolaelaps ornatus (Keegan, 1946)